# Харківський автомобільно-дорожній фаховий коледж
Харківський автомобільно-дорожній фаховий коледж — державний вищий навчальний заклад І рівня акредитації, підпорядкований Міністерству освіти і науки України та розташований у Харкові.
Виш має бібліотеку з читальною залою на 230 місць, гуртожиток тощо.

## Історія
Виш створений 1929 року на базі автотракторної профшколи. З 1968 році розміщується на Олексіївському житловому масиві та території 2,5 га.

## Структура, спеціальності
Виш має філію в м. Лозова.
Виш готує молодших спеціалістів за фахом:
- Економіка підприємства;
- Бухгалтерський облік;
- Правознавство;
- Експлуатація та ремонт підйомно-транспортних, будівельних і дорожніх машин і обладнання;
- Обслуговування та ремонт автомобілів і двигунів;
- Будівництво, експлуатація і ремонт автомобільних доріг і аеродромів;
- Будівництво мостів та інших штучних споруд;
- Організація і регулювання дорожнього руху.

Лозівська філія готує молодших спеціалістів за фахом:
- Економіка підприємства;
- Бухгалтерський облік;
- Обробка матеріалів на верстатах і автоматичних лініях;
- Експлуатація та ремонт підйомно-транспортних, будівельних і дорожніх машин і обладнання;
- Обслуговування та ремонт автомобілів і двигунів;
- Організація і регулювання дорожнього руху.